# Becquerélite
La becquerélite est une espèce minérale, oxyhydroxyde d'uranyle de formule chimique : Ca(UO2)6O4(OH)6·8(H2O). C'est un minéral secondaire qui contient du calcium et a une couleur jaune brillante. Elle a une  dureté Mohs d'environ 2.
Elle a été nommée d'après le physicien français Antoine Henri Becquerel (1852–1908), qui découvrit la radioactivité en 1896. La becquerélite contient environ 70 % d'uranium en masse.
Elle est principalement extraite à Kasolo dans l'ancien Zaïre, actuellement la République démocratique du Congo.